# Olympische Sommerspiele 2020/Schwimmen – 200 m Schmetterling (Männer)
Der Wettkampf im 200-Meter-Schmetterlingsschwimmen der Männer bei den Olympischen Spielen 2020 in Tokio wurde vom 26. bis 28. Juli 2021 im Tokyo Aquatics Centre ausgetragen.

## Rekorde
Vor Beginn der Olympischen Spiele waren folgende Rekorde gültig.
| Weltrekord         | Kristóf Milák  | 1:50,73 min | Gwangju, Südkorea | 24. Juli 2019   |
| Olympischer Rekord | Michael Phelps | 1:52,03 min | Peking, China     | 13. August 2008 |

Während der Olympischen Spiele wurde folgender Rekord gebrochen:
| Olympischer Rekord | Kristóf Milák | 1:51,25 min | Tokio, Japan | 28. Juli 2021 |

## Vorlauf

### Vorlauf 1
| Platz | Name                 | Nation     | Zeit        | Anmerkung |
| ----- | -------------------- | ---------- | ----------- | --------- |
| 1     | Ayman Klzie          | Syrien     | 1:59,57 min | NR        |
| 2     | Matin Balsini        | Iran       | 1:59,97 min | NR        |
| 3     | Keanan Dols          | Jamaika    | 2:00,25 min |           |
| 4     | Navaphat Wongcharoen | Thailand   | 2:01,43 min |           |
| 5     | Richard Nagy         | Slowakei   | 2:01,91 min |           |
| 6     | Simon Bachmann       | Seychellen | 2:03,54 min |           |

### Vorlauf 2
| Platz | Name                | Nation   | Zeit        | Anmerkung |
| ----- | ------------------- | -------- | ----------- | --------- |
| 1     | Tomoe Zenimoto Hvas | Norwegen | 1:56,30 min | NR        |
| 2     | Quah Zheng Wen      | Singapur | 1:56,42 min |           |
| 3     | Brendan Hyland      | Irland   | 1:57,09 min |           |
| 4     | Sajan Prakash       | Indien   | 1:57,22 min |           |
| 5     | Kregor Zirk         | Estland  | 1:57,26 min |           |
| 6     | Alexei Sancov       | Moldau   | 1:57,55 min | NR        |
| 7     | Ihor Trojanowskyj   | Ukraine  | 1:58,37 min |           |
| 8     | Luis Vega Torres    | Kuba     | 1:59,00 min |           |

### Vorlauf 3
| Platz | Name            | Nation             | Zeit        | Anmerkung |
| ----- | --------------- | ------------------ | ----------- | --------- |
| 1     | Noè Ponti       | Schweiz            | 1:55,05 min | NR        |
| 2     | Tamás Kenderesi | Ungarn             | 1:55,18 min |           |
| 3     | Giacomo Carini  | Italien            | 1:55,33 min |           |
| 4     | Gunnar Bentz    | Vereinigte Staaten | 1:55,46 min |           |
| 5     | Léon Marchand   | Frankreich         | 1:55,85 min |           |
| 6     | Antani Iwanow   | Bulgarien          | 1:56,36 min |           |
| 7     | Denys Kessil    | Ukraine            | 1:56,37 min |           |
| 8     | Jakub Majerski  | Polen              | 1:57,91 min |           |

### Vorlauf 4
| Platz | Name                | Nation             | Zeit        | Anmerkung |
| ----- | ------------------- | ------------------ | ----------- | --------- |
| 1     | Wang Kuan-hung      | Chinesisch Taipeh  | 1:54,44 min | NR        |
| 2     | Zach Harting        | Vereinigte Staaten | 1:54,92 min |           |
| 3     | Federico Burdisso   | Italien            | 1:55,14 min |           |
| 4     | Daiya Seto          | Japan              | 1:55,26 min |           |
| 5     | Oleksandr Kudaschew | ROC                | 1:55,54 min |           |
| 6     | Louis Croenen       | Belgien            | 1:55,78 min |           |
| 7     | Moon Seung-woo      | Südkorea           | 1:58,09 min |           |
| 8     | David Morgan        | Australien         | 2:00,27 min |           |

### Vorlauf 5
| Platz | Name                  | Nation      | Zeit        | Anmerkung |
| ----- | --------------------- | ----------- | ----------- | --------- |
| 1     | Kristóf Milák         | Ungarn      | 1:53,58 min |           |
| 2     | Leonardo de Deus      | Brasilien   | 1:54,83 min |           |
| 3     | Tomoru Honda          | Japan       | 1:55,10 min |           |
| 4     | Krzysztof Chmielewski | Polen       | 1:55,77 min |           |
| 5     | Chad le Clos          | Südafrika   | 1:55,96 min |           |
| 6     | David Thomasberger    | Deutschland | 1:56,04 min |           |
| 7     | Matthew Temple        | Australien  | 1:56,25 min |           |
| 8     | Ethan du Preez        | Südafrika   | 1:58,50 min |           |

## Halbfinale

### Lauf 1
| Platz | Name                | Nation             | Zeit        | Anmerkung |
| ----- | ------------------- | ------------------ | ----------- | --------- |
| 1     | Chad le Clos        | Südafrika          | 1:55,06 min |           |
| 2     | Tamás Kenderesi     | Ungarn             | 1:55,17 min |           |
| 3     | Tomoru Honda        | Japan              | 1:55,31 min |           |
| 4     | Zach Harting        | Vereinigte Staaten | 1:55,35 min |           |
| 5     | Oleksandr Kudaschew | ROC                | 1:55,51 min |           |
| 6     | Wang Kuan-hung      | Chinesisch Taipeh  | 1:55,52 min |           |
| 7     | Giacomo Carini      | Italien            | 1:55,95 min |           |
| 8     | Louis Croenen       | Belgien            | 1:56,67 min |           |

### Lauf 2
| Platz | Name                  | Nation             | Zeit        | Anmerkung |
| ----- | --------------------- | ------------------ | ----------- | --------- |
| 1     | Kristóf Milák         | Ungarn             | 1:52,22 min |           |
| 2     | Leonardo de Deus      | Brasilien          | 1:54,97 min |           |
| 3     | Federico Burdisso     | Italien            | 1:55,11 min |           |
| 4     | Gunnar Bentz          | Vereinigte Staaten | 1:55,28 min |           |
| 5     | Krzysztof Chmielewski | Polen              | 1:55,29 min |           |
| 6     | Noè Ponti             | Schweiz            | 1:55,37 min |           |
| 7     | Daiya Seto            | Japan              | 1:55,50 min |           |
| 8     | Léon Marchand         | Frankreich         | 1:55,68 min |           |

## Finale
28. Juli 2021, 03:49 MEZ
| Platz | Name                  | Nation             | Zeit        | Anmerkung |
| ----- | --------------------- | ------------------ | ----------- | --------- |
| 1     | Kristóf Milák         | Ungarn             | 1:51,25 min | OR        |
| 2     | Tomoru Honda          | Japan              | 1:53,73 min |           |
| 3     | Federico Burdisso     | Italien            | 1:54,45 min |           |
| 4     | Tamás Kenderesi       | Ungarn             | 1:54,52 min |           |
| 5     | Chad le Clos          | Südafrika          | 1:54,93 min |           |
| 6     | Leonardo de Deus      | Brasilien          | 1:55,19 min |           |
| 7     | Gunnar Bentz          | Vereinigte Staaten | 1:55,46 min |           |
| 8     | Krzysztof Chmielewski | Polen              | 1:55,88 min |           |